# Arturo Pessina
Arturo Pessina, pseudònim de Giacomo Arturo Pessina (Garlasco (Llombardia), 1858 – Torí (Piemont), 1926), fou un baríton italià.

## Biografia
Els estudis d'Arturo Pessina i el seu perfeccionament en l'art del cant van culminar sota la guia del mestre Ferretti.
Va debutar a Gènova als 23 anys amb l'òpera de Gaetano Donizetti, Lucia di Lammermoor, en tres actes i amb llibret de Salvadore Cammarano, basada en La núvia de Lammermoor, una novel·la històrica de Walter Scott. El seu èxit va ser immediat, gràcies a la seva veu refinada i a un estil impecable, cosa que li va obrir les portes dels principals escenaris d'Europa.
Si en la primera etapa de la seva carrera es va especialitzar en les obres de Giuseppe Verdi i Donizetti, en el seu segon període artístic es va dedicar a les obres realistes i a les de Richard Wagner.
Entre les obres de Wagner, va destacar especialment en Die Walküre, el segon dels quatre drames musicals que conformen la tetralogia L'anell del nibelung, en que va oferir una interpretació memorable del déu Wotan.
Després de retirar-se dels escenaris i acabar de cantar en públic als teatres, Pessina es va dedicar a la docència.